# Col de la Loge
Le col de la Loge est un col des monts du Forez (Massif central) à 1 252 mètres d'altitude. Il abrite un site de ski de fond disposant de 45 kilomètres de pistes qui évoluent sur le domaine nordique du haut Forez.

## Géographie
Le col de la Loge est situé sur la ligne de crête des monts du Forez, en limite des territoires communaux de La Chamba, de La Chambonie et de Jeansagnière, dans le département de la Loire, en région Auvergne-Rhône-Alpes, à 17 kilomètres de Chalmazel (domaine skiable alpin) et 42 kilomètres de Montbrison.
Le col se présente comme une clairière entourée de sapins qui ne permettent pas de disposer d'une vue lointaine directe, au contraire des pistes de son domaine de fond, qui évoluent en partie sur les hautes Chaumes, plateaux d'altitude des monts du Forez classés Natura 2000, et permettent de profiter de panoramas sur la région Auvergne-Rhône-Alpes, où le mont Blanc se détache au loin et avec une vue sur les monts Dore et le puy de Dôme.

## Activités

### Domaine nordique du haut Forez
Le Domaine nordique du haut Forez dispose de 119 kilomètres de pistes balisées qui évoluent entre 1 252 et 1 428 mètres d'altitude entre forêts et clairières, sur les crêtes des monts du Forez. Les pistes sont situées sur les communes de La Chamba, La Chambonie, Jeansagnière, Saint-Jean-la-Vêtre et Chalmazel. Elles sont prévues pour le pas alternatif et le skating.
Au départ du col de la Loge, le domaine propose une boucle verte de 1,5 kilomètre, une bleue de 5 kilomètres, une rouge de 9 kilomètres et trois noires de 12, 15 et 17 kilomètres. Le col de la Loge dispose également de 4 itinéraires de balade en raquettes de 4 à 11 km et de deux pistes de luges.

### Infrastructures touristiques
La station dispose, au départ des pistes, d'un chalet d'accueil avec bar-restaurant, et hébergement de groupe d'une capacité de 50 lits touristiques. Un second bâtiment abrite un magasin de location de matériel et une salle hors-sac. Le site nordique emploie un salarié à l’année et 7 à 8 saisonniers et est géré par Loire Forez Agglomération.

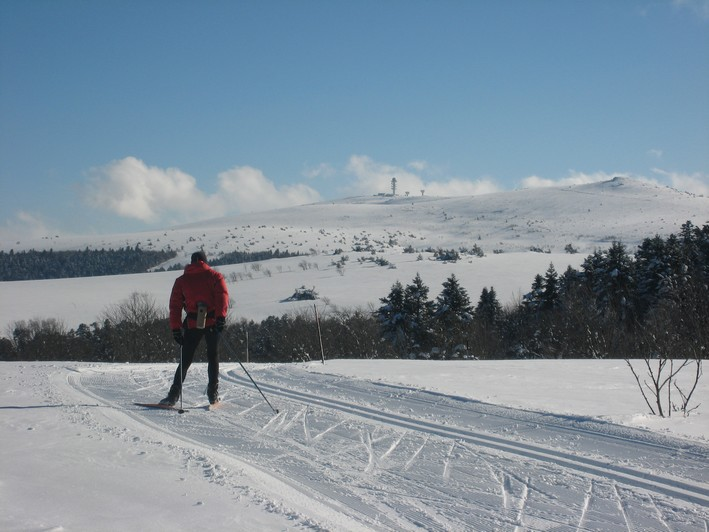
Les pistes de ski de fond et la vue sur Pierre-sur-Haute.
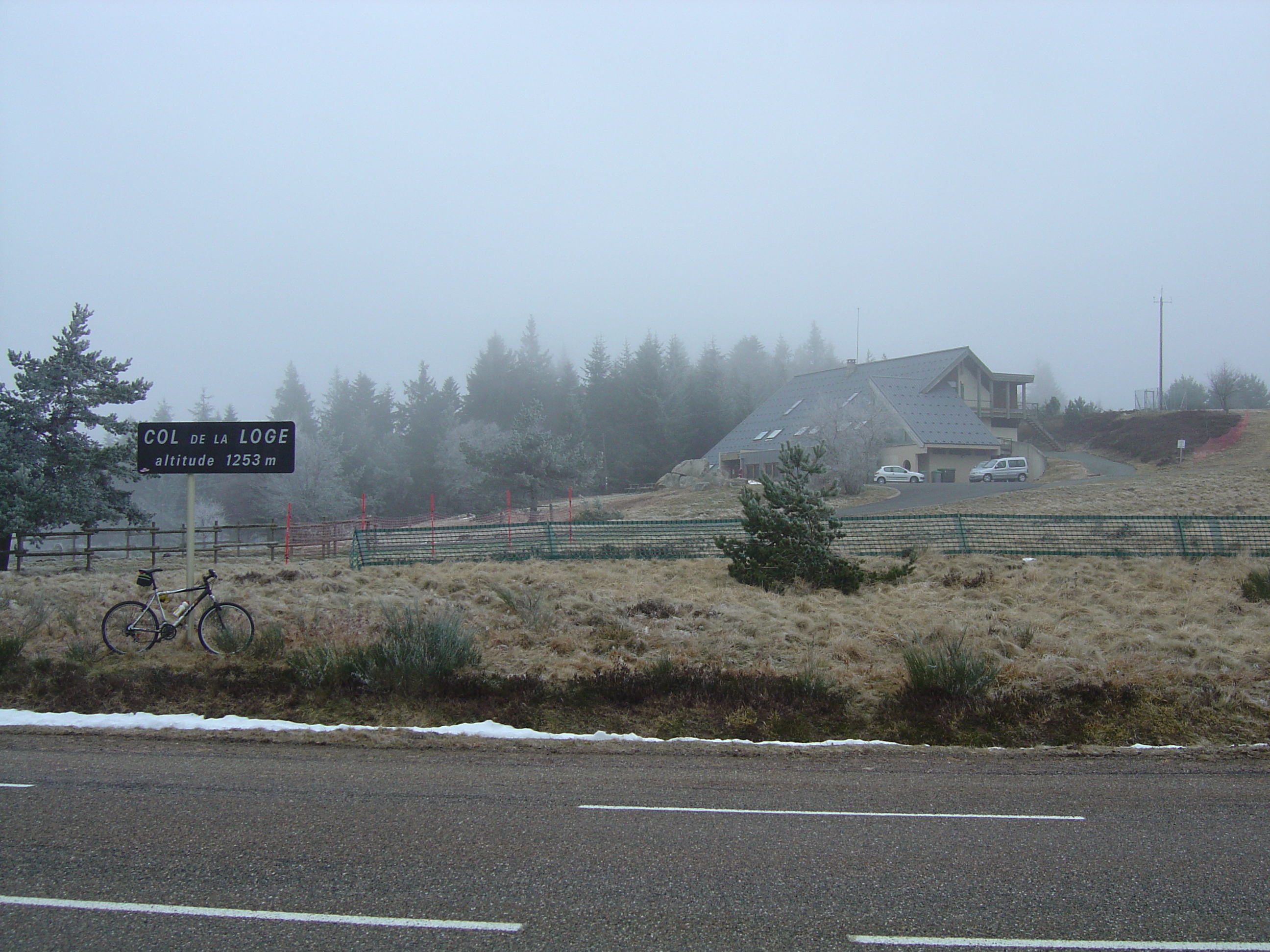
Chalet d’accueil des activités de pleine nature.

### Cyclisme
L'ascension du col de la Loge a été au programme de l'arrivée de la 2e étape du Critérium du Dauphiné 2024. Ce col ne comptait pas au classement des grimpeurs car il était précédé du col de la Croix de Ladret et roulant dans les derniers kilomètres. Bruno Armirail, échappé, fut rattrapé sur le fil et Magnus Cort Nielsen s'imposait au sprint devant le peloton de tête.